# گاسپار بوهن
گاسپار بوهن (زاده ۱۷ ژانویه ۱۵۶۰ در بازل - ۵ دسامبر ۱۶۲۴ در بازل)، گیاه‌شناس سوئیسی بود که در کتاب فیتوپیناکس (۱۵۹۶) هزاران گیاه را توصیف کرده و آن‌ها را به روشی طبقه‌بندی کرد که با نام‌گذاری علمی به روش لینه که بعدها به وجود آمد قابل مقایسه است. او شاگرد پزشک مشهور ایتالیاییGirolamo Mercuriale
بود که او هم در نامگذاری علمی بدن انسان کار کرده‌است. لینه سرده بهیمه را به افتخار برادران بوهن گاسپار و یوهان نامگذاری کرده‌است.

## زندگی‌نامه
گاسپار و یوهان پسران یوهان بوهن (۱۵۸۲–۱۵۱۱) پزشک فرانسوی بودند که به خاطر تغییر مذهبش به پروتستان مجبور به ترک سرزمین مادری خود شد. گاسپار در بازل به دنیا آمد و در پادووا، مون‌پلیه و آلمان پزشکی خواند. پس از بازگشت به بازل در سال۱۵۸۰، در درجه دکترا پذیرفته شده و در رشته گیاه‌شناسی و کالبدشناسی سخنرانی کرد. در سال ۱۵۸۲ به عنوان استاد زبان یونانی باستان در دانشگاه بازل منصوب شد؛ و در سال ۱۵۸۸ در همان‌جا استاد کالبدشناسی و گیاه‌شناسی شد. بعدها پزشک شهر، استاد پزشکی، رئیس دانشگاه و رئیس دانشکده شد.
کتاب او Pinax theatri botanici (نمایش مصور گیاهان) که در آن بیش از ۶۰۰۰ گونه را توصیف و طبقه‌بندی کرده نقطه عطفی در تاریخچه گیاه‌شناسی است. سیستم طبقه‌بندی او فقط ابتکاری نبود و از گروه‌های سنتی مثل: «درختان»، «درختچه‌ها» و «گیاهان» استفاده نکرده یا از خصوصیات دیگر مثلاً ادویه را در گروه معطرها قرار نداد. او گروه‌بندی صحیحی مثل گندمیان، حبوبات و چند گروه دیگر ایجاد کرد. مهم‌ترین کار او توصیف سرده و گونه است. او نام سرده‌های زیادی را معرفی کرد که بعدها توسط لینه تصویب شده و مورد استفاده قرار گرفت. وی کلمات اضافه برای توصیف گونه‌ها را کم کرده و آن را به چند کلمه رساند و در بیشتر موارد برای توصیف از یک کلمه و برای ظاهر آن از نام دو-کلمه‌ای استفاده کرد. به‌هرحال توصیفات یک-کلمه‌ای هنوز توصیفی برای تشخیص گیاهان است و نه اسمی که دلبخواهی انتخاب شده باشد. (برای مثال در روش لینه نام بسیاری از گونه‌ها به افتخار افراد گذاشته شده‌است)

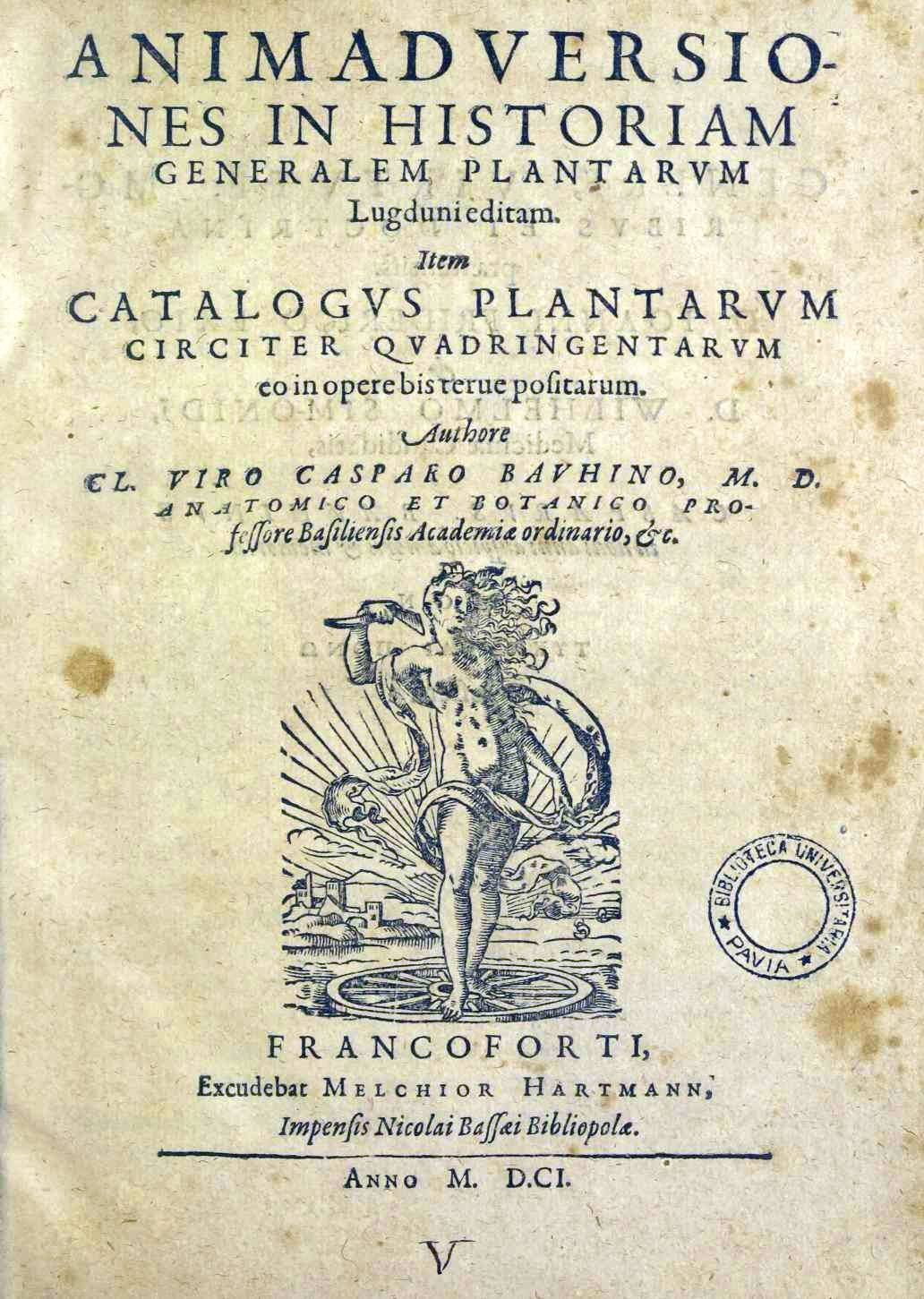
Animadversiones in historiam generalem plantarum, 1601